# Кодексы Эшбернхэма
Кодексы Эшбернхэма (лат. Codex Ashburnham) — собрание заметок, набросков и рисунков итальянского художника и изобретателя эпохи Возрождения Леонардо да Винчи периода 1487—1490 годов.

## Описание
Работа состоит из двух томов из 44 листов. Первый кодекс состоит из 34 листов размером примерно 15 см × 22 см, второй из десяти листов размером 16 см × 23 см. Рукописи датируются примерно периодом с 1487 по 1490 года и содержат работы по архитектуре, искусству и живописи.

## История
Большинство рукописей и рисунков Леонардо да Винчи хранились на вилле в Ваприо его учеником и наследником Франческо Мельци после его смерти. Его сын, Орацио Мельци, унаследовал документы в 1570 году. Около 1590 года скульптору и коллекционеру произведений искусства Помпео Леони удалось приобрести большую часть записей Орацио Мельци и продать их графу Галеаццо Арконати. В 1637 году обширная коллекция была передана в дар Амброзианской библиотеке в Милане.
В 1795 году двенадцать рукописей Леонардо и так называемый Атлантический кодекс были переданы в библиотеку Института Франции в Париже в качестве военных трофеев Наполеона. Только Атлантический кодекс вернулся в Милан в 1815 году после падения Наполеона.
В 1840-х годах итальянский математик и книжный вор Гульельмо Либри вырезал часть страниц Парижского манускрипта, украл их и продал британскому коллекционеру и библиотекарю Бертраму Эшбернхэму, 4-му графу Эшбернхэма. Через его сына они были возвращены Институту Франции в 1890 году. Там они до сих пор переплетаются отдельно от оригинальных рукописей и образуют Кодексы Эшбернхэма.